# Lasiophila zarathustra
Lasiophila zarathustra är en fjärilsart som beskrevs av Otto Thieme 1906. Lasiophila zarathustra ingår i släktet Lasiophila och familjen praktfjärilar. Inga underarter finns listade i Catalogue of Life.